# Dryden (månekrater)
Dryden er et nedslagskrater på Månen. Det befinder sig på den sydlige halvkugle på Månens bagside og er opkaldt efter den amerikanske fysiker og ingeniør Hugh L. Dryden (1898 – 1965).
Navnet blev officielt tildelt af den Internationale Astronomiske Union (IAU) i 1970. 

## Omgivelser
Drydenkrateret ligger inde i den enorme bjergomgivne slette Apollo og er et af de træk i det bassin, som forbindes med Apollo-programmet. Apollokrateret har en indre ring, og Dryden er forbundet med den vest-nordvestlige del af dette cirkulære bjergområde. Syd for Dryden i samme område ligger Chaffeekrateret. 

## Karakteristika
Drydens omkreds danner en grov cirkel med en lidt irregulær form på grund af flere udadgående buler. Den største af disse befinder sig langs den østlige side, hvor randen er faldet ned på indersiden. Randen er ellers ikke slidt af betydning og udviser en skarp kant. En højderyg, som er forbundet med kraterets sydøstlige ydre væg, udgør en del af Apollos indre ring. Forlængelsen af denne ring mod nordøst er mindre tydeligt at se, men synes at begynde ved den østlige rand.
Meget af kraterets indre væg er blidt skrånende og har bunker af nedfaldet materiale liggende som en ring ved foden. Lidt forskudt til nordøst for kratermidten ligger en central top. Resten af bunden er kun mærket af nogle få småkratere.

## Satellitkratere
De kratere, som kaldes satellitter, er små kratere beliggende i eller nær hovedkrateret. Deres dannelse er sædvanligvis sket uafhængigt af dette, men de får samme navn som hovedkrateret med tilføjelse af et stort bogstav. På kort over Månen er det en konvention at identificere dem ved at placere dette bogstav på den side af satellitkraterets midte, som ligger nærmest hovedkrateret. Drydenkrateret har følgende satellitkratere:
| Dryden | Længde  | Bredde   | Diameter |
| ------ | ------- | -------- | -------- |
| S      | 33,8° S | 158,8° V | 30 km    |
| T      | 32,8° S | 158,6° V | 35 km    |
| W      | 31,0° S | 158,5° V |          |

## Måneatlas
- Billeder af Drydenkrateret i LPI-måneatlasset